# Гора (Емецкое сельское поселение)
Гора — деревня в Холмогорском районе Архангельской области.

## География
Находится в центральной части Архангельской области на расстоянии приблизительно 12 км на запад-северо-запад по прямой от села Емецк на правобережье реки Ваймуга.

## История
Отмечена была на карте уже только начала 1980-х годов. До 2022 года входила в Емецкое сельское поселение до его упразднения.

## Население
Численность населения не была учтена как в 2002 году, так и в 2010.